# فینال لیگا پوکال ۲۰۰۶
فینال لیگا پوکال ۲۰۰۶ رقابتی برای تعیین قهرمان مسابقات لیگا پوکال ۲۰۰۶، دهمین دوره از این رقابت‌ها بود.
این بازی به تاریخ ۵ اوت ۲۰۰۶ و با میزبانی ورزشگاه زنترال استادیون در شهر لایپزیگ برگزار شد. وردربرمن با پیروزی ۲–۰ مقابل بایرن مونیخ در این بازی، نخستین عنوان قهرمانی خود در این رقابت‌ها را کسب کرد.

## تیم‌ها
در جدول زیر، فینال‌هایی که تا سال ۲۰۰۴ برگزار شده است، در دوره DFB-Ligapokal و از سال ۲۰۰۵ به بعد در دوره DFL-Ligapokal بوده است.
| تیم         | حضور به واسطه                                            | حضور قبلی (پررنگ نشان‌دهنده قهرمانی) |
| ----------- | -------------------------------------------------------- | ----------------------------------- |
| وردربرمن    | نایب‌قهرمان بوندس‌لیگا ۰۶–۲۰۰۵                             | ۲ (۱۹۹۹، ۲۰۰۴)                      |
| بایرن مونیخ | قهرمان بوندس‌لیگا ۰۶–۲۰۰۵ و جام حذفی فوتبال آلمان ۰۶–۲۰۰۵ | ۵ (۱۹۹۷، ۱۹۹۸، ۱۹۹۹، ۲۰۰۰، ۲۰۰۴)    |

## مسیر رسیدن به فینال
لیگا پوکال (DFL-Ligapokal) یک رقابت تک-حذفی با حضور شش تیم بود. در مجموع دو مرحله تا رسیدن به فینال وجود داشت. چهار تیم در دو بازی از مرحله مقدماتی به مصاف هم می‌رفتند و برندگان در مرحله نیمه‌نهایی با قهرمانان لیگ و جام حذفی روبه‌رو می‌شدند. نتیجه دو بازی در مرحله نیمه‌نهایی صعودکنندگان به فینال را تعیین می‌کرد. در همه بازی‌ها، برنده پس از ۹۰ دقیقه مشخص و در صورت ادامه داشتن تساوی، بازی به وقت‌های اضافه کشیده می‌شد. در صورت لزوم، قهرمان را ضربات پنالتی مشخص می‌کرد.
| وردر برمن | وردر برمن | دور             | بایرن مونیخ | بایرن مونیخ |
| --------- | --------- | --------------- | ----------- | ----------- |
| حریف      | نتیجه     | لیگا پوکال ۲۰۰۶ | حریف        | نتیجه       |
| هامبورگ   | ۲–۱       | نیمه‌نهایی       | شالکه ۰۴    | ۰–۰ (۴–۱ پ) |

## بازی

### جزئیات
| وردربرمن         | ۲–۰   | بایرن مونیخ |
| ---------------- | ----- | ----------- |
| کلاسنیچ ۲۹'، ۶۶' | گزارش |             |

| وردربرمن | بایرن مونیخ |

| GK        | ۱۸ | تیم ویسه         |  |     |
| RB        | ۱۵ | پاتریک اووموییلا |  |     |
| CB        | ۲  | فرانک فارنهورست  |  |     |
| CB        | ۴  | نالدو            |  |     |
| LB        | ۵  | پی‌یر وومه        |  |     |
| DM        | ۲۲ | تورستن فرینگس () |  |     |
| CM        | ۲۰ | دنیل ینسن        |  | '۷۷ |
| CM        | ۲۷ | کریستین شولتس    |  | '۸۱ |
| AM        | ۱۰ | دیگو ریباس       |  |     |
| CF        | ۱۷ | ایوان کلاسنیچ    |  |     |
| CF        | ۱۱ | میروسلاو کلوزه   |  | '۶۰ |
| تعویض‌ها:  |    |                  |  |     |
| GK        | ۳۳ | کریستین فاندر    |  |     |
| DF        | ۸  | کلمنس فریتس      |  |     |
| DF        | ۱۶ | لئون آندریاسن    |  | '۷۷ |
| MF        | ۶  | فرانک بومان      |  |     |
| MF        | ۷  | یوریتسا ورانیش   |  | '۸۱ |
| MF        | ۱۴ | آرون هانت        |  | '۶۰ |
| FW        | ۹  | محمد زیدان       |  |     |
| سرمربی:   |    |                  |  |     |
| توماس شاف |    |                  |  |     |

| GK           | ۱  | الیور کان ()        |  |     |
| RB           | ۲  | ویلی سانیول         |  |     |
| CB           | ۳  | لوسیو               |  |     |
| CB           | ۵  | دنیل فن بویتن       |  |     |
| LB           | ۲۱ | فیلیپ لام           |  | '۴۶ |
| DM           | ۲۳ | اوون هارگریوز       |  |     |
| CM           | ۸  | علی کریمی           |  |     |
| CM           | ۳۱ | باستیان شواینشتایگر |  | '۴۶ |
| AM           | ۲۴ | روکه سانتا کروز     |  |     |
| CF           | ۱۰ | روی ماکای           |  |     |
| CF           | ۱۱ | لوکاس پودولسکی      |  | '۴۶ |
| تعویض‌ها:     |    |                     |  |     |
| GK           | ۲۹ | برند درهر           |  |     |
| DF           | ۳۲ | متس هوملس           |  |     |
| MF           | ۷  | مهمت شول            |  |     |
| MF           | ۱۹ | خولیو دوس سانتوس    |  | '۴۶ |
| MF           | ۲۰ | حسن سالیحمیدزیچ     |  | '۴۶ |
| MF           | ۳۹ | آندرس اوتل          |  | '۴۶ |
| سرمربی:      |    |                     |  |     |
| فیلیکس ماگات |    |                     |  |     |